# Sant Jaume de Vallespinosa
Sant Jaume és una església parroquial al nucli urbà de Vallespinosa inclosa a l'Inventari del Patrimoni Arquitectònic de Catalunya.
Edifici d'una sola nau, amb presbiteri pla no diferenciat. Està cobert amb volta de canó apuntat que arrenca d'una imposta. Durant el segle xix van obrir-se dues capelles, rectangulars i amb volta de creueria, a la zona immediata al presbiteri. A la del costat de l'Epístola hi apareix, en la clau de l'arc, l'heràldica dels Cervelló. L'altra capella va ser ampliada tardanament en direcció als peus de l'edifici. La porta d'accés, que s'obre a la façana de ponent, és moderna. L'aparell només és visible en aquelles parts on no hi ha arrebossat. Es tracta de carreus regulars, tallats a cop d'escoda i disposats en el mur de manera isòdoma.

## Història
Vallespinosa es devia colonitzar durant la segona meitat del segle xi. Això no obstant, la primera notícia relativa al castell de Vallespinosa correspon a l'any 1193. Era propietat aleshores de la família Cervelló, tot i que els Clariana també hi posseïen drets. La capella castellera dedicada a Santa Maria ja era bastida l'any 1193.
Segons l'Inventari del Patrimoni Arquitectònic de Catalunya, l'església de Sant Jaume es va construir durant aquests anys, atesa la impossibilitat d'ampliar l'altra, en un moment en el qual les necessitats haurien de créixer. En aquest període cal situar la consolidació de la repoblació de l'indret. En canvi, Francesca Español suggereix que l'edifici va ser construir durant el segle xiii o principis del segle XIV.
Diferents llegats testamentaris van afavorir-la durant el segle xiv.